# Khối chảo parabol

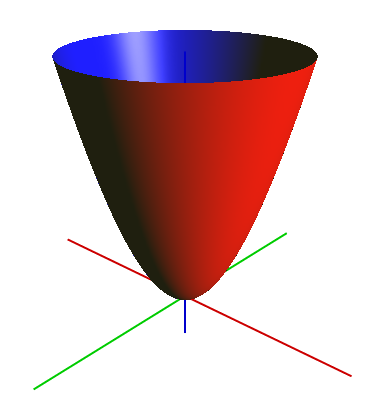
Hình chảo parabol

Trong hình học không gian, khối chảo parabol là một mặt tròn xoay có đúng một trục đối xứng và không có tâm đối xứng. Thuật ngữ "paraboloid" có nguồn gốc từ parabol, dùng để chỉ đường conic có tính chất đối xứng tương tự.
Mọi tiết diện của một khối chảo parabol bởi một mặt phẳng song song với trục đối xứng là một parabol.
Công thức tính thể tích khối chảo parabol là: {\displaystyle {\ce {1/2 \pi r^2h}}}, trong đó r là đường kính đáy, h là chiều cao.